# 格雷厄姆·吉普森
格雷厄姆·吉普森（英語：Graham Gipson，1932年5月21日—2023年5月17日），澳大利亚男子田径运动员，主攻短跑。他曾代表澳大利亚参加1956年夏季奥林匹克运动会田径比赛，获得男子4×400米接力银牌。